# Vermoeidheid
Vermoeidheid (of moeheid) is een staat van lichaam en geest waarbij een persoon minder energie heeft, en zich verminderd in staat voelt activiteiten te ondernemen en zich slaperig voelt. Vermoeidheid is over het algemeen een gevolg van een zware lichamelijke of geestelijke inspanning of een lange periode zonder slaap. Vermoeidheid kan echter ook een symptoom zijn van een lichamelijke of geestelijke aandoening, zoals hartzwakte, diabetes, schildklierziekte, kanker, niet-aangeboren hersenletsel of klinische depressie: bij langaanblijvende vermoeidheid als symptoom van een aandoening wordt vaak gesproken over fatigue.
Doordat bij vermoeidheid het concentratie- en reactievermogen afneemt, is een moe persoon niet optimaal in staat activiteiten uit te voeren die constante concentratie of reactievermogen vereisen, zoals het besturen van een voertuig.
Als er sprake is van snelle vermoeibaarheid in combinatie met andere klachten, zoals malaise, spierzwakte en duizeligheid, kan dit duiden op verschillende aandoeningen.
Extreme vermoeidheid of uitputting kan ook dieren fataal worden, bijvoorbeeld tijdens veetransporten.